# Liên họ Chuột
Liên họ Chuột, hay Siêu họ Chuột (tên khoa học Muroidea) là một siêu họ hay liên họ lớn trong bộ Gặm nhấm. Chúng bao gồm các thành viên như hamster, gerbil, chuột nhắt, chuột cống cùng nhiều loài "chuột" khác. Các loài thuộc siêu họ Chuột phân bổ ở khắp noi trên thế giới (trừ Nam Cực) và xuất hiện ở nhiều loại sinh cảnh khác nhau. Một số tác giả xếp tất cả các loài thuộc siêu họ này vào chung với họ Chuột (Muridae), nguyên nhân của sự không thống nhất này là những khó khăn trong việc phân định mới quan hệ giữa phân họ này với phân họ khác. Cách phân loại trong bài này dựa theo các nghiên cứu gần đây về sự phát sinh loài theo cấp độ phân tử.
Siêu họ Chuột là một siêu họ cực lớn, bao gồm 6 họ, 19 phân họ, chừng 280 chi và ít nhất 1300 loài.

## Phân loài
- Họ Platacanthomyidae (chuột sóc gai và chuột sóc lùn Trung Hoa)
- Họ Spalacidae (chuột đào hang)
  - Phân họ Myospalacinae (zokor)
  - Phân họ Rhizomyinae (chuột tre và chuột rễ)
  - Phân họ Spalacinae (chuột chũi mù)
- Nhánh Eumuroida - chuột điển hình
  - Họ Calomyscidae
    - Phân họ Calomyscinae (hamster dạng chuột)

  - Họ Nesomyidae
    - Phân họ Cricetomyinae (chuột túi má)
    - Phân họ Dendromurinae (chuột leo châu Phi, gerbil, chuột béo, chuột rừng)
    - Phân họ Mystromyinae (chuột cống đuôi trắng)
    - Phân họ Nesomyinae (chuột Malagasy)
    - Phân họ Petromyscinae (chuột đá và chuột leo đầm lầy)

  - Họ Cricetidae
    - Phân họ Arvicolinae (chuột đồng, lemmut và chuột xạ)
    - Phân họ Cricetinae (hamster)
    - Phân họ Neotominae (chuột Bắc Mỹ)
    - Phân họ Sigmodontinae (chuột Tân thế giới)
    - Phân họ Tylomyinae

  - Họ Muridae
    - Phân họ Deomyinae (chuột gai, chuột lông bút vẽ, chuột mắt xích)
    - Phân họ Gerbillinae (gerbil, chuột cát)
    - Phân họ Leimacomyinae (chuột Togo)
    - Phân họ Lophiomyinae (chuột cống mào)
    - Phân họ Murinae (chuột Cựu thế giới, bao hàm cả chi Chuột tai otomys)